# Massif Roberts
Le massif Roberts est un massif de montagnes d'environ 2 700 m d'altitude, libre de neige, en Antarctique.
Visité par la New Zealand Geological Survey Antarctic Expedition (NZGSAE), son nom provient de A. R. Roberts, commandant de la base antarctique Scott entre 1961 et 1962.